# Tiro con arco en los Juegos Olímpicos
El tiro con arco en los Juegos Olímpicos se realiza desde la edición de París 1900. Tras el Campeonato Mundial, es la máxima competición internacional de este deporte. Es organizado por el Comité Olímpico Internacional (COI), junto con World Archery (WA).

## Pruebas
Desde los Juegos de Tokio 2020 se disputan cinco pruebas (dos masculinas, dos femeninas y una mixta) de tiro con arco.
- Individual masculino
- Individual femenino
- Equipo masculino
- Equipo femenino
- Equipo mixto

## Ediciones
| Núm.  | Año       | Sede                          | Instalación                                                |
| ----- | --------- | ----------------------------- | ---------------------------------------------------------- |
| I     | 1900      | París ( Francia)              | Bosque de Vincennes                                        |
| II    | 1904      | San Luis ( Estados Unidos)    | Francis Field                                              |
| III   | 1908      | Londres ( Reino Unido)        | Estadio de White City                                      |
| —     | 1912      | —                             | No realizado                                               |
| IV    | 1920      | Amberes ( Bélgica)            | Parque Nachtegalen                                         |
| —     | 1912-1968 | —                             | No realizado                                               |
| V     | 1972      | Múnich ( RFA)                 | Jardín Inglés                                              |
| VI    | 1976      | Montreal ( Canadá)            | Campo Olímpico de Tiro con Arco                            |
| VII   | 1980      | Moscú ( URSS)                 | Centro de Tiro con Arco del Complejo Deportivo Krylatskoye |
| VIII  | 1984      | Los Ángeles ( Estados Unidos) | Parque El Dorado                                           |
| IX    | 1988      | Seúl ( Corea del Sur)         | Campo de Tiro con Arco Hwarang                             |
| X     | 1992      | Barcelona ( España)           | Campo Olímpico de Tiro con Arco                            |
| XI    | 1996      | Atlanta ( Estados Unidos)     | Campo de Tiro con Arco de Stone Mountain                   |
| XII   | 2000      | Sídney ( Australia)           | Parque Internacional de Tiro con Arco                      |
| XIII  | 2004      | Atenas ( Grecia)              | Estadio Panathinaikó                                       |
| XIV   | 2008      | Pekín ( China)                | Campo de Tiro con Arco del Parque Olímpico                 |
| XV    | 2012      | Londres ( Reino Unido)        | Lord's Cricket Ground                                      |
| XVI   | 2016      | Río de Janeiro ( Brasil)      | Sambódromo                                                 |
| XVII  | 2020      | Tokio ( Japón)                | Campo de Tiro con Arco de Yumenoshima                      |
| XVIII | 2024      | París ( Francia)              | Esplanada de Los Inválidos                                 |
| XIX   | 2028      | Los Ángeles ( Estados Unidos) | Dignity Health Sports Park                                 |

## Medallero
- Actualizado a París 2024.

| Núm. | País                    | Oro | Plata | Bronce | Total |
| ---- | ----------------------- | --- | ----- | ------ | ----- |
| 1    | Corea del Sur           | 32  | 10    | 8      | 50    |
| 2    | Estados Unidos          | 14  | 11    | 10     | 35    |
| 3    | Bélgica                 | 11  | 7     | 3      | 21    |
| 4    | Francia                 | 7   | 12    | 8      | 27    |
| 5    | Italia                  | 2   | 3     | 4      | 9     |
| 6    | Reino Unido             | 2   | 2     | 5      | 9     |
| 7    | República Popular China | 1   | 7     | 2      | 10    |
| 8    | Rusia                   | 1   | 6     | 6      | 13    |
| 9    | Finlandia               | 1   | 1     | 2      | 4     |
| 9    | Ucrania                 | 1   | 1     | 2      | 4     |
| 11   | Países Bajos            | 1   | 1     | 1      | 3     |
| 12   | Australia               | 1   | 0     | 2      | 3     |
| 13   | Turquía                 | 1   | 0     | 1      | 2     |
| 14   | España                  | 1   | 0     | 0      | 1     |
| 15   | Japón                   | 0   | 3     | 4      | 7     |
| 16   | Alemania                | 0   | 3     | 2      | 5     |
| 16   | China Taipéi            | 0   | 2     | 2      | 4     |
| 18   | Suecia                  | 0   | 2     | 0      | 2     |
| 19   | México                  | 0   | 1     | 3      | 4     |
| 20   | Polonia                 | 0   | 1     | 1      | 2     |
| 21   | Indonesia               | 0   | 1     | 0      | 1     |
|      | TOTAL                   | 76  | 74    | 66     | 216   |

1. ↑  Incluye las medallas de la Unión Soviética.

## Tiradores con más medallas
- Actualizado a París 2024.

| Núm. | Nombre             | País           | Años      | Oro | Plata | Bronce | Total |
| ---- | ------------------ | -------------- | --------- | --- | ----- | ------ | ----- |
| 1    | Hubert Van Innis   | Bélgica        | 1900–1920 | 6   | 4     | 0      | 10    |
| 2    | Kim Woo-Jin        | Corea del Sur  | 2016–2024 | 5   | 0     | 0      | 5     |
| 3    | Kim Soo-Nyung      | Corea del Sur  | 1988–2000 | 4   | 1     | 1      | 6     |
| 4    | Park Sung-Hyun     | Corea del Sur  | 2004–2008 | 3   | 1     | 0      | 4     |
| 5    | Ki Bo-Bae          | Corea del Sur  | 2012–2016 | 3   | 0     | 1      | 4     |
| 6    | Matilda Howell     | Estados Unidos | 1904      | 3   | 0     | 0      | 3     |
| 6    | Edmond Cloetens    | Bélgica        | 1920      | 3   | 0     | 0      | 3     |
| 6    | Edmond Van Moer    | Bélgica        | 1920      | 3   | 0     | 0      | 3     |
| 6    | Yun Mi-Jin         | Corea del Sur  | 2000–2004 | 3   | 0     | 0      | 3     |
| 6    | An San             | Corea del Sur  | 2020      | 3   | 0     | 0      | 3     |
| 6    | Kim Je-Deok        | Corea del Sur  | 2020–2024 | 3   | 0     | 0      | 3     |
| 6    | Lim Si-Hyeon       | Corea del Sur  | 2024      | 3   | 0     | 0      | 3     |
| 13   | Louis Van de Perck | Bélgica        | 1920      | 2   | 2     | 0      | 4     |
| 14   | Alphonse Allaert   | Bélgica        | 1920      | 2   | 1     | 0      | 3     |
| 14   | Edmond De Knibber  | Bélgica        | 1920      | 2   | 1     | 0      | 3     |
| 14   | Jérome De Maeyer   | Bélgica        | 1920      | 2   | 1     | 0      | 3     |
| 14   | Louis Delcon       | Bélgica        | 1920      | 2   | 1     | 0      | 3     |
| 14   | Louis Fierens      | Bélgica        | 1920      | 2   | 1     | 0      | 3     |
| 14   | Louis Van Beeck    | Bélgica        | 1920      | 2   | 1     | 0      | 3     |
| 14   | Pierre Van Thielt  | Bélgica        | 1920      | 2   | 1     | 0      | 3     |
| 14   | Darrell Pace       | Estados Unidos | 1976–1988 | 2   | 1     | 0      | 3     |
| 14   | Jang Yong-Ho       | Corea del Sur  | 1996–2004 | 2   | 1     | 0      | 3     |
| 14   | Marco Galiazzo     | Italia         | 2004–2012 | 2   | 1     | 0      | 3     |
| 14   | Park Kyung-Mo      | Corea del Sur  | 2004–2008 | 2   | 1     | 0      | 3     |
| 14   | Lee Sung-Jin       | Corea del Sur  | 2004–2012 | 2   | 1     | 0      | 3     |